# Konstantin Gockel
Konstantin Gockel (* in Bonn) ist ein deutscher Violinist, Komponist und Arrangeur.
Gockel wurde in Bonn geboren und studierte bei Igor Ozim, Max Rostal, Cecil Aronowitz und Rudolf Petzold.
Bekannt wurde Gockel vor allem durch seine Arbeit im Bereich der Neuen Musik. Er machte als Violinsolist Konzertreisen (teilweise in Zusammenarbeit mit dem Goethe-Institut) in alle europäischen Länder sowie in die Vereinigten Staaten, nach Kanada, Südkorea und Südamerika. Er erhielt den Grand Prix beim Kammermusikwettbewerb in Colmar.
Gockel spielte über 30 Uraufführungen auf Festivals für Neue Musik und komponierte zahlreiche Werke, die zum Teil vom WDR produziert wurden. Viele Werke anderer Komponisten sind ihm gewidmet. Unter Gockels eigenen Kompositionen befindet sich der Zyklus Die Stimme der Schlange, der beim Label LOGOS in Gent als CD erschienen ist.
Zu seinen Bühnenpartnerinnen gehörte u. a. die Schauspielerin Christine Uhde, mit der er ein Märchenprogramm für Erwachsene spielte. Zusammen mit dem Puppenspieler und Rezitator Gerd J. Pohl gestaltete er die Bühnenprogramme Die Flamme zischt mit deutschen Balladen, Wintermärchen mit weihnachtlichen Geschichten und Gedichten sowie Michael Buthe zu Ehren des 1994 verstorbenen Malers und Dichters. Ebenfalls mit Pohl brachte er die CD Es war einmal… mit Märchen, Fabeln und Parabeln der Brüder Grimm heraus.
Seit einigen Jahren bildet er mit der Pianistin Liudmila Givoina ein Duo und zeigte mit ihr gemeinsam das überaus erfolgreiche Konzertprogramm Dracula – Musik aus Transsilvanien.

## Presse
Beim Benefizabend in der Christuskirche ging es um die Mischform "Sprache und Musik". Konstantin Gockel schöpfte die instrumentalen Möglichkeiten der Violine aus, ohne Gerd J. Pohl die Schau zu stehlen. (...) Schaurig schön bis heiter besinnlich war das. Manchmal ging es unter die Haut - packende Darbietungen waren das halt. (...) Das Publikum war begeistert. (Bonner Rundschau vom 28. Oktober 1999 zum Balladenprogramm mit Gockel und Gerd J. Pohl)

## Diskografie (Auswahl)
- Die Stimme der Schlange (LOGOS, Gent 1998)
- Es war einmal… (Pohl&Gockel, herausgegeben von den Piccolo Puppenspielen, Bonn 2003)